# Тарнобжег
Тарно́бжег (пол. Tarnobrzeg [tarˈnɔbʐɛk]), Тарнобржег — город на юго-востоке Польши, на восточном берегу Вислы. 
С 1999 года входит в Подкарпатское воеводство, в 1975—1998 гг. являлся административным центром Тарнобжегского воеводства. Имеет статус городского повята и городской гмины. Занимает площадь 85,4 км², население составляет 46 745 человек (на 2019 год). Непосредственно граничит с Сандомиром.

## История

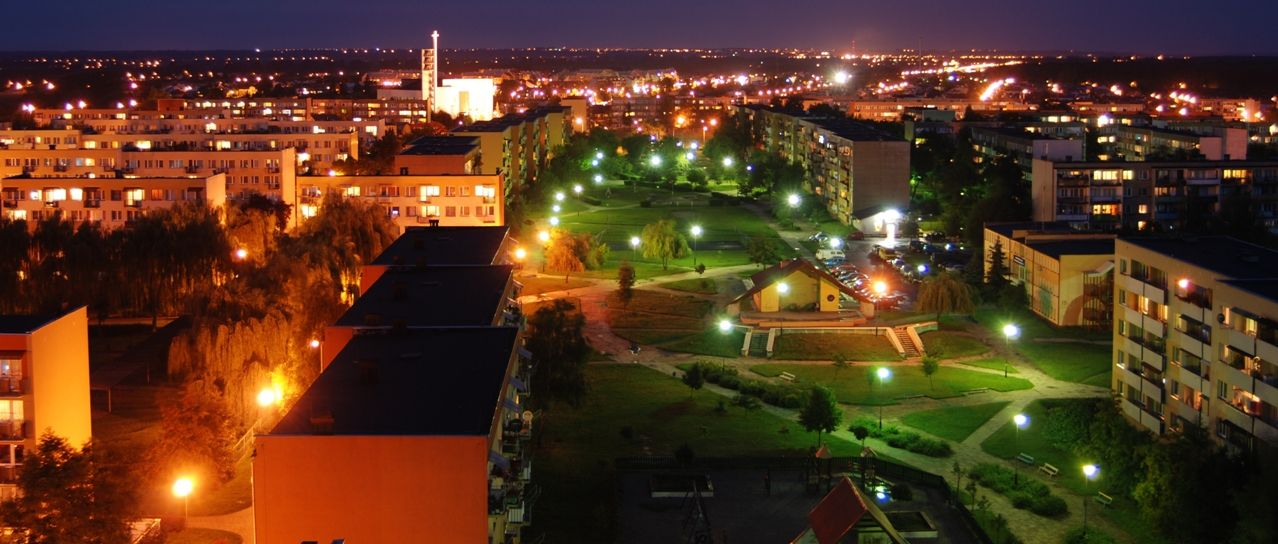
Вечерняя панорама
городского микрорайона Сербинув

Первые поселения на территории нынешнего Тарнобжега в Галиции датируются примерно 1000 годом. В XI веке на территории современного тарнобжегского района Мехочин был основан первый христианский приход. Также в это время возникали крупные поселения русин в районе Велёвесь. С XIV века история современного Тарнобжега была тесно связана с дворянской семьёй Тарновских. По инициативе этой семьи 23 мая 1593 года король Сигизмунд III Ваза издал и утвердил устав города, разрешил строительство Дзиковского замка и доминиканских монастыря и церкви, которая стала известна почитанием иконы Дзиковской Божией Матери.
Тарнобжег на протяжении своей истории сыграл важную роль в истории Польши. Он известен как место Дзиковской конфедерации, которая была провозглашена в защиту короля Станислава Лещинского. С 1772 года город был включён в Австрию и входил в королевство Галиции и Лодомерии до 6 ноября 1918 года, когда в Тарнобжеге была провозглашена Тарнобжегская республика. В 1919 году была воссоздана Вторая Республика и Тарнобжег вошёл в состав польского государства. Во время Второй мировой войны было практически полностью уничтожено еврейское население, проживавшее в городе (в 1937 году евреи составляли 67 % от общего населения).
Быстрое развитие города наступило после обнаружения месторождения серы. Тарнобжег стал крупным центром промышленного района, а с 1975 года — центром воеводства. В 90-х годах XX века серная промышленность пришла в упадок. Были закрыты шахты, произошло массовое увольнение рабочих.

До 1772 года Тарнобжег входил в Сандомирское воеводство
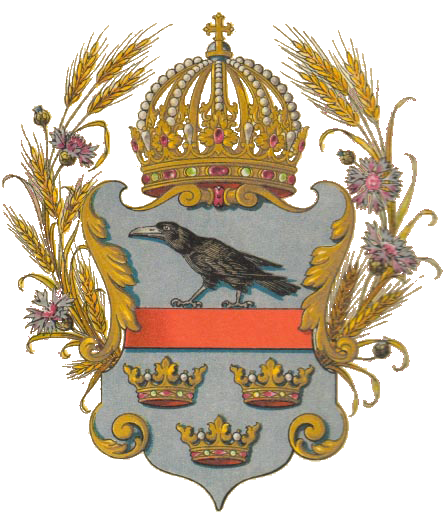
1772–1918 — Королевство Галиции и Лодомерии
1918–1919 — Тарнобжегская республика
1919–1939 — Львовское воеводство
1939–1944 — Генерал-губернаторство
1944–1975 — Жешувское воеводство
1975–1998 — Тарнобжегское воеводство
С 1999 года — Подкарпатское воеводство

## Экономика

### Добыча серы
Город был главным центром по добыче и переработке серы и серной кислоты. Начиная с 1980-х земли в местах добычи постепенно пришли в упадок. Шахта в Махуве была заполнена водой с образованием резервуара и формирования водохранилища для отдыха. То же самое происходит с шахтой в Езёрко — она медленно заполняется из близлежащей Вислы. Разработки там в это время ещё продолжались это время из-за внедрения современного метода Фраша по добыче серы. Из-за низкой рентабельности добыча была прекращена. Сначала была закрыта шахта в Пясечно, затем после 40-летней работы закрыта шахта в Махувове (это было крупнейшим в Европе открытым месторождением серы, и наконец в 1990-х закрыта шахта в Езиурке. Начиная с 1980-х земли в местах добычи постепенно пришли в упадок.

## Районы города
Административные (оседле):
- Старый город
- Дзикув
- Собув
- Сербинув
- Велёвесь
- Мехоцин
- Селец
- Закжув
- Оцице
- Нагнайув
- Велёполе
- Мокжишув
- Пястув
- Сярковец
- Пживисьле

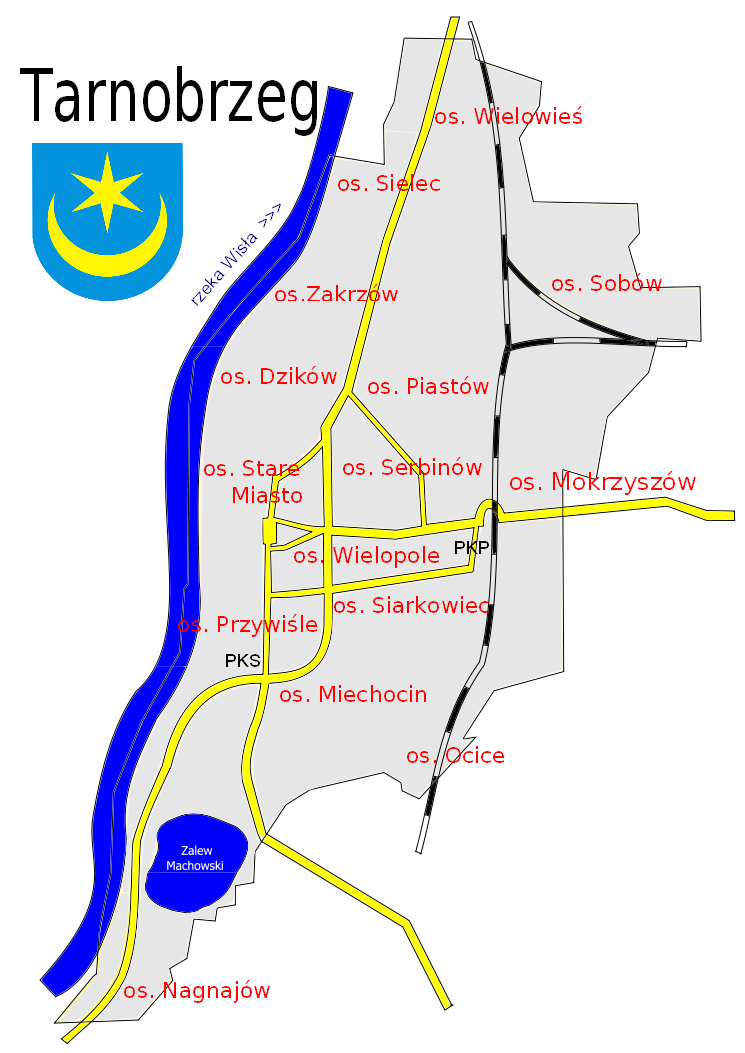
Административное деление Тарнобжега с указанием оседле

Сохранившиеся исторические названия:
- Махув
- Каймув
- Зверинец
- Подлэнже
- Надоле
- Вымуслув
- Боров
- Скална Гура

## Достопримечательности
| Название:                                                                                           | Фотография: | Информация: | Примечания:                                  |
| --------------------------------------------------------------------------------------------------- | ----------- | --- | -------------------------------------------- |
| Барочная церковь и доминиканский монастырь конца XVII века                                          |             | Икона Дзиковской Божией Матери, отправной пункт тарнобжегского участка Малопольского Пути Святого Иакова                                              | Церковь открыта 6:00—19:00                   |
| Монастырь монахинь-доминиканок и Церковь святой Гертруды и святого Михаила первой половины XIX века |             | В монастыре сестёр-доминиканок находятся мощи Слуги Божией Колумбы Бялецкой                                                                           |                                              |
| Дзиковский замок и парковый комплекс                                                                |             | В настоящее время ведутся работы по размещению в Дзиковском замке экспонатов Исторического музея Тарнобжега                                           |                                              |
| Иудейское кладбище                                                                                  |             | основано в 1930 году | Старый город                                 |
| Синагога                                                                                            |             | Построена на месте старой синагоги, разрушенной во время II Мировой войны                                                                             | В настоящее время здесь размещена библиотека |
| Готическая Церковь святой Марии Магдалины, XIV век                                                  |             | | Закрывается во время богослужений            |
| Неоготический Мысьливский дворец                                                                    |             | В настоящее время здесь находится центр Учителя |                                              |
| Церковь Матери Божией Неустанной Помощи                                                             |             | мощи святых Эдмунда Бояновского, Иоанна Боско, Зигмунда Гораздовского, Матери Терезы, Фаустины Ковальской, Джанны Моллы, отца Пио и Адама Хмелёвского |                                              |
| Звежинецкий Лес                                                                                     |             | остатки Сандомирской пущи |                                              |
| Маховский залив                                                                                     |             | Туристический центр отдыха | Открыт в 2010 году                           |

В городе находятся также следующие памятники культурной, общественной и религиозной жизни:
- Исторический музей Тарнобжега;
- Часовня всех святых.

## Известные личности, связанные с городом
- Тарновские — основатели города.
- Корженёвский, Роберт — спортсмен, олимпиец.
- Беер, Макс — историк-марксист.
- Домбаль, Томаш Францевич — политический деятель, лидер коммунистической Тарнобжегской республики.
- Оконь, Эугениуш — священник, депутат Сейма Польши.
- Михаил Юзефчик — священник, общественный деятель.
- Бялецкая, Колумба и Родзиньская, Мария Юлия — монахини-доминиканки.
- Яхович, Станислав — писатель-сказочник.

## Города-побратимы[5]
- Чернигов, Украина
- Банска-Бистрица, Словакия